# Ferdinandusa leucantha
Ferdinandusa leucantha är en måreväxtart som beskrevs av Paul Carpenter Standley. Ferdinandusa leucantha ingår i släktet Ferdinandusa och familjen måreväxter. Inga underarter finns listade i Catalogue of Life.